# A Fővárosi Állat- és Növénykertnél régebbi állatkertek listája
A Fővárosi Állat- és Növénykert 1866. augusztus 9-én nyitotta meg kapuit Budapesten, ezzel a világ legrégebbi állatkertjeinek egyike. A ma is létező újkori állatkertek között csupán 25 akad, amely a budapestinél korábbi alapítású:
| Alapítás éve | Állatkert                             |
| ------------ | ------------------------------------- |
| 1752         | Bécs (Schönbrunni Állatkert)          |
| 1774         | Madrid                                |
| 1793         | Párizs (Jardin des Plantes)           |
| 1828         | London                                |
| 1831         | Dublin                                |
| 1835         | Bristol                               |
| 1836         | Manchester                            |
| 1838         | Amszterdam                            |
| 1843         | Antwerpen                             |
| 1844         | Berlin (Zoologischer Garten)          |
| 1855         | Marseille                             |
| 1857         | Rotterdam                             |
| 1858         | Párizs (Jardin d’ Acclimatation)      |
| 1858         | Frankfurt am Main                     |
| 1859         | Koppenhága                            |
| 1859         | Philadelphia                          |
| 1860         | Köln                                  |
| 1861         | Drezda                                |
| 1862         | Melbourne                             |
| 1863         | Bécs (Városi Állatkert, megszűnt)     |
| 1863         | Hamburg (Városi Állatkert, megszűnt)  |
| 1863         | München (Városi Állatkert, megszűnt)  |
| 1864         | Moszkva                               |
| 1865         | Szentpétervár                         |
| 1865         | New York (Central Park)               |
| 1865         | Wrocław (akkor még Breslau, Boroszló) |
| 1865         | Hannover                              |
| 1865         | Karlsruhe                             |